# Lista episoadelor din Beyblade Metal Masters
Această listă cuprinde toate episoadele serialului de animație Beyblade: Metal Masters.

## Difuzarea în țara noastră

### Difuzarea în România, a fost peCartoon Network, respectivKanal Ddin 2010-2011
| Nr. Ep | Titlul român                           | Titlu englez                    |
| ------ | -------------------------------------- | ------------------------------- |
| 1      | In Cautarea Legendei                   | Seeking the Legend              |
| 2      | Un Adversar Insistent                  | The Persistent Challenger       |
| 3      | O Noua Provocare                       | A New Challenge                 |
| 4      | Pașaport Către Lume                    | Ticket to the World             |
| 5      | Lupta Finală! Leone Vs Eagle           | Final Battle! Leone VS Eagle    |
| 6      | Zboară Către Lume                      | Soar Into the World             |
| 7      | Templul Beylin                         | The Beylin Temple in the Sky    |
| 8      | Al Treiler Bleydar                     | The Third Man                   |
| 9      | Să-nceapă campionatul lumii!           | The World Championships Begin!  |
| 10     | Vointa lui Lacertas                    | Lacerta's Will                  |
| 11     | Un secret de 4000 de ani               | The 4000 Year Old Secret        |
| 12     | Un bey cu nume de erou                 | The Bey with a Hero's Name      |
| 13     | Tinutul rece al Rusiei                 | The Wintry Land of Russia       |
| 14     | Formidabil Meciul din arena cusca      | How Grand! The Cage Match       |
| 15     | Libra Departs for the Front!           | Libra Departs for the Front!    |
| 16     | Festivalul razboinicilor               | The Festival of Warriors        |
| 17     | Wang Hu Zhong ne intalnim din nou      | We Meet Again! Wang Hu Zhong    |
| 18     | Focul mistuitor al leului              | The Scorching Hot Lion          |
| 19     | Socant! Echipa Wild Fang               | The Shocking Wild Fang          |
| 20     | Horuseus Vs Striker                    | Horuseus VS Striker             |
| 21     | Rivali eterni                          | Eternal Rivals                  |
| 22     | Pe muchie de cutit                     | The Third Match: On The Edge    |
| 23     | Finalul unei lupte teribile            | The End Of A Fierce Struggle!   |
| 24     | Forta persida a intunericului          | The Creeping Darkness           |
| 25     | Securea zdrobitoare                    | The Axe Of Destruction          |
| 26     | Imparatul Dragon se intoarce           | The Dragon Emperor Returns      |
| 27     | Dincolo de limite                      | Exceed The Limit!               |
| 28     | Vulturul negru                         | Dark Eagle                      |
| 29     | Gravity Destroyer                      | Gravity Destroyer               |
| 30     | O lupta de strada in plina zi          | The Midday Street Battle        |
| 31     | Capcana braziliana                     | The Brazilian Trap              |
| 32     | Lupta exploziva de la arena ciclonului | The Explosive Cyclone Battle!   |
| 33     | Ray Gill ataca                         | Charge! Ray Gil                 |
| 34     | Numele prietenului este Zeo            | The Friend's Name is Zeo        |
| 35     | Sloganul nostru este numarul unu       | Our Slogan Is Number 1          |
| 36     | Povestea se complica                   | The Plot Thickens               |
| 37     | Byxis busola destinului                | The Compass of Fate: Byxis      |
| 38     | Befall paunul malefic                  | The Wicked Peacock: Befall      |
| 39     | '                                      | The Guard Dog of Hades: Kerbecs |
| 40     | O lupta furioasa intre DJ              | The Furious DJ Battle!?         |
| 41     | Numaratoarea inversa                   | The Final Countdown             |
| 42     | Coborarea imparatului dragon           | The Dragon Emperor Descends     |
| 43     | Ultima infruntare a spiritelor         | Spirits' Last Battle            |
| 44     | Confruntare! Gingka vs. Damian         | Showdown! Gingka vs. Damian     |
| 45     | Miraculoasa forta spirala              | The Miraculous Spiral Force     |
| 46     | Orasul Hades, Atacati !                | Charge! Hades City              |
| 47     | Un imparat decazut                     | The Fallen Emperor              |
| 48     | Capcana lui Befalls                    | Befall's Trap                   |
| 49     | Fiara salbatica dezlantuita            | The Wild Beast Unleashed        |
| 50     | Furia lui Tempo                        | Rampage! Tempo                  |
| 51     | Inima galaxiei                         | Galaxy Heart                    |